# Třída Hugin
Třída Hugin byla třída raketových člunů švédského námořnictva. Třídu tvořilo celkem 16 jednotek. Vyřazeny byly do roku 2004.

## Stavba
Třída vycházela z norských raketových člunů třídy Snøgg. Vhodnost této konstrukce pro švédské podmínky byla vyzkoušena na prototypu Jägaren (P150), dodaném roku 1972 z Norska. Po úspěšných zkouškách tohoto plavidla byla roku 1975 objednána stavba dalších 16 raketových člunů třídy Hugin. Jedenáct plavidel postavila norská loděnice Bergens Mekaniske Verksteder a pět norská loděnice Westermoens Batbyggeri v Mandalu. Čluny byly do služby zařazeny v letech 1978-1982.
Jednotky třídy Hugin:
| Jméno             | Spuštěna | Vstup do služby  | Status  |
| ----------------- | -------- | ---------------- | ------- |
| Hugin (P151)      | 1977     | 3. července 1978 | vyřazen |
| Munin (P152)      | 1977     | 3. července 1978 | vyřazen |
| Magne (P153)      | 1978     | 12. října 1978   | vyřazen |
| Mode (P154)       | 1978     | 12. ledna 1979   | vyřazen |
| Vale (P155)       | 1978     | 26. dubna 1979   | vyřazen |
| Vidar (P156)      | 1979     | 10. srpna 1979   | vyřazen |
| Mjölner (P157)    | 1979     | 24. října 1979   | vyřazen |
| Mysing (P158)     | 1979     | 14. února 1980   | vyřazen |
| Kaparen (P159)    | 1979     | 7. srpna 1980    | vyřazen |
| Väktaren (P160)   | 1979     | 19. září 1980    | vyřazen |
| Snapphanen (P161) | 1980     | 14. ledna 1981   | vyřazen |
| Spejaren (P162)   | 1980     | 21. března 1981  | vyřazen |
| Styrbjörn (P163)  | 1980     | 26. října 1981   | vyřazen |
| Starkodder (P164) | 1981     | 24. srpna 1981   | vyřazen |
| Tordön (P165)     | 1981     | 26. října 1981   | vyřazen |
| Tirfing (P166)    | 1981     | 21. ledna 1982   | vyřazen |

## Konstrukce

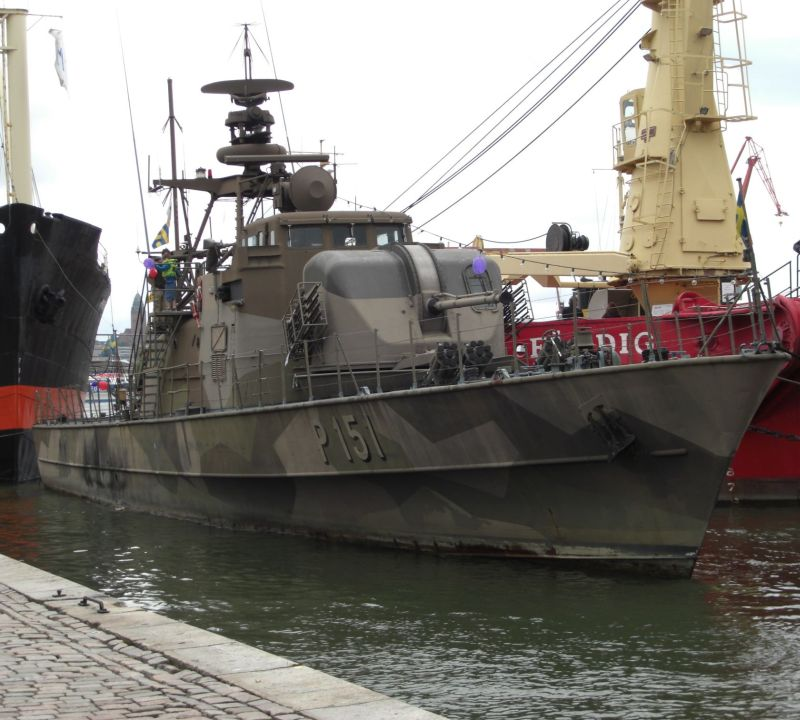
Hugin (P151)

Původní výzbroj tvořil jeden dvouúčelový 57mm kanón Bofors v příďové dělové věži a dvě až čtyři protilodní střely Penguin Mk II. Později byla výzbroj rozšířena o čtyři salvové vrhače hlubinným pum Saab ELMA a systém řízení palby Nobel-Tech 9LV200 Mk 2. Pohonný systém tvořily dva diesely MTU 20V6 TB90. Ty byly vymontovány z vyřazených torpédových člunů třídy Plejad. Nejvyšší rychlost dosahovala 34 uzlů.